# Ева Ландауер
Ева Ландауер (на немски: Eva Landauer) е германски психоаналитик.

## Биография
Родена е на 9 октомври 1917 г. в Хайлброн, Германия, в семейството на немския психоаналитик Карл Ландауер и Линс Кан. През 1919 г. се преместват във Франкфурт, където 10 години по-късно Карл Ландауер става един от основателите на Франкфуртския психоаналитичен институт. През 1933 г. са принудени да емигрират и заминават за Холандия, където Ева продължава да учи медицина. Учението ѝ е прекъснато, когато Холандия е завладяна от нацистите, а на еврейските студенти е забранено да учат. През 1943 г. са заловени от Гестапо и изпратени в холандски концентрационен лагер, а от там с кораб са пратени в лагера Берген-Белзен в Германия. Година по-късно там умира баща ѝ Карл, а Ева и майка и оцеляват и заминават впоследствие за САЩ.
Ева учи в Лондонското училище по икономика, както и в клиниката Хампстед (днес Център Ана Фройд), където се обучава за детски аналитик. После се връща в Ню Йорк и става член на Нюйоркското фройдистко общество, Международната психоаналитична асоциация и Асоциацията за детска психоанализа.
Умира на 14 февруари 2004 г. в Ню Йорк на 86-годишна възраст.